# Солницата (селищна могила при Повадия)
Провадия-Солницата е селищна могила, археологически обект от VI – V хил. пр.н.е. Намира се до Провадия. Селището е открито през 70-те години на 20 в от Ара Маргос.
Проучвателят на обекта акад. Васил Николов предполага, че обитателите на селището са се занимавали предимно с производство на сол. Селището съществува от средата на VI хил. пр.н.е., като неговият разцвет се отнася към периода приблизително между 4700 и 4300 г. пр.н.е. Цялостното археологическо изследване се осъществява от екип под ръководството на акад. Васил Николов, като разкопките започват през 2005 г.. 
Праисторическото селище Солницата (около 5500–4200 г. пр. Хр.) възниква в непосредствена близост до извори с повишено съдържание на сол – фактор, който, според проучвателите, стои в основата на неговия икономически просперитет. Добивът на сол се е осъществявал чрез изпаряване на минерализираната вода в керамични съдове, нагрявани върху огнища, при което, получената кристализирала сол се събирала механично.
Археологическият анализ на намерените материали – предимно фрагменти от керамични съдове – разкрива хронологична еволюция на технологичните практики. Тази еволюция свидетелства за постепенно усъвършенстване на производствения процес и увеличаване на добивните мощности през различните културни фази: късния неолит (култура Караново IV–V), ранния енеолит (култура Гумелница–Караново VI) и късния енеолит (култура Варна I–III).
Солодобивът в Солницата е имла стратегическо значение за развитието на региона, тъй като, според проучвателите, солта е функционирала като своеобразна „валута“ служила за обмен в праисторическите общества. Предполага се, че натрупването на значителни излишъци от сол е свързано с наличието на механизми за съхранение, контрол и разпределение на ресурса – фактори, които са създавали предпоставки за формиране на социално-икономическа йерархия и за появата на ранни елитни групи. Васил Николов обвързва този процес с феномена на Варненския халколитен некропол (около 4500–4300 г. пр. Хр.), чиито изключително богати погребения свидетелстват за концентриране на власт и ресурси в ръцете на ограничен брой индивиди. В този контекст Солницата би могло да се разглежда и като един от най-ранните специализирани производствени центрове не само на Балканите, но и в Европа. Нейното икономическо значение надхвърля локалния мащаб и вероятно е допринесъл за формирането на първите протоурбанистични структури.
Проучвателите предполагат, че част от жилищните постройки в селището са били двуетажни – обстоятелство, което свидетелства за сравнително напреднало архитектурно планиране в праисторически контекст. Предполага се, че в определени периоди населението обитавали селището е достигало около 150 души.
Особено впечатляваща прави отбранителната система на селището. Тя е изградена от масивни каменни стени с дебелина до 4,3 метра. Тези стени са сред най-ранните известни примери за фортификационна архитектура в Европа и показват висока степен на социална организация, вероятно свързана със защитата на стратегически важния солодобивен ресурс.  Археологическите данни сочат, че селището е било унищожено от силно земетресение, което вероятно е същото, причинило разрушенията в VII-ми хоризонт на селищната могила при Дуранкулак.
В епохата на енеолита солта е била изключително ценен и търсен продукт, който е имал стратегическо значение за праисторическите общества. За икономическото богатство на селището Провадия–Солницата свидетелстват откритите там златни украшения – сред най-старите в Европа – които се съпоставят с находките от прочутите праисторически некрополи при Дуранкулак и Варна. 

## ХХ век
В района на Провадия традиционно се е свързан с произвадствато на  сол, което има дълбоки исторически корени. Данни от началото на XX век свидетелстват за продължаваща експлоатация на солените извори: през 1922 г. когато документално е описан извор със съдържание на 19% солена вода. В същия период синдикатът „Общ подем“ получава концесия за индустриализиране на солното производство, което бележи преход към модернизация на добивните технологии и по-целенасочено икономическо използване на солта като стратегически ресурс.

## Вижте още
- Култура Варна
- Карановска хронологична система
- Коджадермен – Гумелница – Караново VI
- Караново VI
- Варненски некропол
- Археологически комплекс „Дуранкулак“